# 宮崎市立図書館
宮崎市立図書館（みやざきしりつとしょかん）は宮崎県宮崎市の市立図書館である。2ケ所の図書館と2ケ所の図書室（宮崎市田野児童センター・宮崎市高岡地区農村環境改善センター）がある。

## 主な図書館
宮崎市立図書館
1994年5月21日に宮崎市民文化ホール、宮崎市総合保健福祉センターがある宮崎市福祉文化公園内で開館した。2000年には特定非営利活動法人(NPO法人)MCLボランティアに対して図書館業務の一部を委託した。2004年には施設管理以外の図書館業務のすべてをMCLボランティアに委託した。
宮崎市立佐土原図書館
2004年10月8日に宮崎郡佐土原町に「佐土原町図書館」が開館。2006年1月1日には佐土原町が宮崎市に吸収合併され、「宮崎市立佐土原図書館」となった。